# David Mamet
assinatura
David Alan Mamet (Chicago, 30 de novembro de 1947) é um dramaturgo, argumentista, realizador, poeta, ensaista e romancista norte-americano.

## Biografia
David Mamet nasceu em uma família judia em Flossmoor, uma cidade no Condado de Cook, um subúrbio de Chicago.
Foi educado no colégio Francis W. Parker School e na faculdade Goddard College ambos baseados em teorias libertárias de educação, principalmente derivadas das ideias de John Dewey.
Foi um membro fundador da Atlantic Theater Company, em Nova York. Mamet inicialmente se destacou por três peças fora do circuito Broadway: The Duck Variations, Sexual Perversity in Chicago, e American Buffalo. Ganhou o Prêmio Pulitzer em 1984 pela peça Glengarry Glen Ross,  que depois seria adaptada para cinema, com o nome Glengarry Glen Ross. A peça foi novamente montada em 2005, desta vez na Broadway.
O primeiro roteiro de Mamet foi para o filme The Postman Always Rings Twice (br: O Destino Bate à Sua Porta), de 1981, baseado no romance homônimo de James M. Cain. Ele recebeu uma indicação para o Oscar de Melhor Roteiro Adaptado por seu próximo roteiro, para The Verdict (O Veredito), de 1981.
Em 1987, Mamet estreou na direção, com o House of Games (O Jogo de Emoções), estrelado por Lindsay Crouse (sua esposa na época) e por um grupo de outros atores com quem já havia trabalhado há algum tempo. Ele permanece um escritor e diretor prolífico, tendo agrupado um teatro de repertório informal para seus filmes, que inclui William H. Macy, Joe Mantegna, Crouse, Rebecca Pidgeon (sua esposa desde 1991) e Ricky Jay.
Mamet, assim como o diretor John Sayles, financia seus próprios filmes com recursos que ele obtém por auxiliar na reescrita de roteiros de filmes de grande orçamento, trabalho que nem sempre é registrado nos créditos do filme. Por exemplo, Mamet reescreveu o roteiro para Ronin sob o pseudônimo de "Richard Weisz", e ofereceu uma versão inicial para o roteiro de Malcolm X, que o diretor Spike Lee rejeitou.
Três dos filmes dirigidos por Mamet envolvem o mundo dos vigaristas:  House of Games, The Spanish Prisoner, Heist.
Mamet publicou 3 romances: The Village em 1994, The Old Religion em 1997, e Wilson: a Consideration of the Sources em 2000. Ele também escreveu vários textos não-ficcionais, bem como vários poemas e histórias para crianças.
Em julho de 2004, a Cambridge University Press publicou The Cambridge Companion to David Mamet, editado por Christopher Bigsby. O livro inclui ensaios analisando a biografia de Mamet, seu impacto ao longo de várias décadas e fragmentos de grande parte de seu trabalho. Desde maio de 2005, Mamet mantém um blog nas páginas do The Huffington Post.
Ele também é o criador, produtor e frequentemente também escritor da série de televisão The Unit, co-produzida por seu amigo Shawn Ryan, da série The Shield.

## Família
Mamet e a atriz Lindsay Crouse foram casados de 1977 a 1990, quando tiveram dois filhos, Willa e Zosia. Desde 1991, Mamet está casado com a atriz, cantora e compositora Rebecca Pidgeon.  Eles tiveram dois filhos, Clara e Noah.

## Filmografia
- 1981 - O destino bate à sua porta - roteirista
- 1982 - O Veredito - roteirista
- 1986 - Sobre Ontem à Noite... - roteirista
- 1987 - Os Intocáveis - roteirista
- 1987 - O Jogo de Emoções - diretor e roteirista
- 1988 - Things Change - diretor e roteirista
- 1989 - Não Somos Anjos - roteirista
- 1991 - Homicídio - diretor e roteirista
- 1992 - O Sucesso a Qualquer Preço - Roteirista
- 1992 - Hoffa - Um Homem, uma Lenda - roteirista e produtor
- 1994 - Tio Vanya em Nova York - roteirista
- 1994 - Oleanna - diretor e roteirista
- 1996 - American Buffalo - roteirista
- 1997 - The Edge - roteirista
- 1997 - The Spanish Prisoner - diretor e roteirista
- 1997 - Wag the Dog - roteirista
- 1998 - Ronin - roteirista
- 1999 - The Winslow Boy - diretor e roteirista
- 2000 - State and Main - diretor e roteirista
- 2000 - Lakeboat - roteirista
- 2000 - Catastrophe - diretor
- 2001 - Hannibal - roteirista
- 2001 - Heist - diretor e roteirista
- 2004 - Spartan - diretor e roteirista
- 2005 - Edmond - roteirista
- 2008 - Redbelt - diretor e roteirista
- 2009 - The Prince of Providence
- 2010 - Come Back to Sorrento- produtor e roteirista
- 2013 - Phil Spector - diretor e roteirista

## Peças
- 1970 - Lakeboat (revisada em 1980)
- 1972 - The Duck Variations
- 1974 - Sexual Perversity in Chicago
- 1974 - Squirrels
- 1975 - American Buffalo , deu origem ao filme American Buffalo
- 1976 - Reunion
- 1976 - The Water Engine
- 1977 - A Life in the Theatre
- 1978 - Revenge of the Space Pandas, or Binky Rudich and the Two-Speed Clock
- 1979 - The Woods
- 1980 - Lakeboat , deu origem ao filme Homens à Deriva
- 1982 - Edmond, deu origem ao filme Edmond
- 1983 - The Frog Prince
- 1984 - Glengarry Glen Ross deu origem ao filme O Glengarry Glen Ross
- 1985 - The Shawl
- 1988 - Speed-the-Plow
- 1989 - Bobby Gould In Hell
- 1992 - Oleanna , deu origem ao filme Oleanna
- 1995 - The Cryptogram
- 1999 - Boston Marriage
- 2004 - Faustus - dramaturgo
- 2005 - Romance - dramaturgo
- 2005 - The Voysey Inheritance
- 2008 - November

## Livros
- 1987 - Writing in Restaurants
- 1992 - On Directing Film
- 1996 - Make-Believe Town: Essays and Remembraces
- 1994 - The Village
- 1996 - Three Uses of the Knife
- 1997 - The Old Religion
- 1999 - True and False: Heresy and Common Sense for the Actor
- 2000 - Wilson: a Consideration of the Sources
- 2006 - The Wicked Son: Anti-Semitism, Self-hatred, and the Jews, Schocken, 2006, ISBN 0-8052-4207-4
- 2010 - "Theatre"